# Upplands runinskrifter Fv1976;104
Runinskrift U Fv1976;104 är en av sju runstenar som står uppställd på sydöstra sidan om Uppsala domkyrka. I domkyrkan har hela arton runstenar påträffats varav nio nu står i Universitetsparken strax intill. En av dessa är U 932.

## Stenen
Stenens ursprungliga plats är okänd. Den upptäcktes 1975 och var då inmurad som grundsten i Hornska gravkoret inne i Uppsala domkyrka. Därefter flyttades den ut till sin nuvarande plats. Ristningen är påfallande med sin långa och invecklade runslinga och dess glesa avstånd mellan runorna. Den börjar i stenens mitt och slingrar över hela framsidan. En bit av runslingan saknas dock på motivets vänstra sida. Ornamentiken går i Urnesstil och består av ett rundjur som i en vräkig position meandrar under ett enkelt, kristet kors. Djuret är försett med två sprätiga fötter som sätter krokben på sig själv. Runstenen är signerad av Likbjörn, en ristare som var verksam i slutet av vikingatiden.
Stenen är rest som ett minnesmärke över Vigmar och texten uppger att han varit "styriman kothan", en hedersbetygelse som utmärker skeppets befälhavare. De flesta resor som företogs från Uppland gick i österled och in på floderna genom Gårdarike, slutmålet var nästan alltid Grekland, en dåtida benämning för Bysantinska riket. 

## Inskriften
Runor:
ᚱᛁᚴᚱ᛫ᚮᚴ᛫ᚼᚢᛚᛏᛁ᛫ᚠᛅᛋᛏᚴᛅᛁᚱ᛫ᚦᛅᛁᛦ᛫ᛚᛁᛏᚢ᛫____ᛅ᛫ᛋᛏᛅᛁᚾ᛫ᛅᛏ᛫ᚢᛁᚴᛘᛅᚱ᛫ᚠᛅᚦᚢᚱ᛫ᛋᛁᚾ᛫ᛋᛏᚤᚱᛁᛘᛅᚾ᛫ᚴᚮᚦᛅᚾ᛫ᛚᛁᚴᛒᛁᛅᚱᚾ᛫ᚱᛁᛋᛏᛁ

Translitterering av runraden:
rikr · ok · hulti ·  fastkair · þaiʀ · litu · ...a stain · at · uikmar · faþur · sin · styriman · koþan : likbiarn · risti
Normalisering till runsvenska:
ʀikʀ/ʀinkʀ/ʀingʀ ok Hulti [ok] Fastgæiʀʀ þæiʀ letu ... stæin at Vigmar, faður sinn, styrimann goðan. Likbiorn risti.
Översättning till nusvenska:
Ring (?) och Hulte (och) Fastger de läto (resa) stenen efter Vigmar, sin fader, en god skeppshövding. Likbjörn ristade.
Namnet rikr finns på U 1145 i form ʀikʀ (Rik) och möjligen på U 973: rikʀ, där den tolkats som ett adjektiv 'mäktig'. Namnet Rik finns belagd bara en gång som tillnamn i Finska medeltida personnamnsmaterial. Namnet Ring är bättre belagt som förnamn och tillnamn under medeltiden.
Namnet Hulte finns på U 566, från medeltiden är det känt under formerna Hulte och Holte.  
Namnet Vigmar finns på Sö 292 och Sö 298 (gäller samme man), Sö Fv1971;208 och U 1142.
Namnet Fastger, som betyder 'fast eller kraftfull spjut' där gæiʀʀ/gærðr betyder 'spjut', förekommer på U 499, U 887, U 1140, Sö Fv1958;242, möjligen på U 962.

## Likbjörn
Huvudartikel:  Likbjörn
Runristaren Likbjörn, "som inte har varit någon framstående ristare", har också signerat U 1095 vid Rörby i Bälinge socken. Enligt Samnordisk runtextdatabas och litteraturen har även den förlorade runstenen U 1074 † vid Bälinge kyrka, Uppland burit Likbjörns signatur.